# Ocean City (Floryda)
Ocean City – jednostka osadnicza w Stanach Zjednoczonych, w stanie Floryda, w hrabstwie Okaloosa.